# Поппе, Эдвард
Эдвард Поппе (нидерл. Edward Poppe; 18 декабря 1890, Темсе, Фландрия, Бельгия — 10 июня 1924) — блаженный Римско-католической Церкви, священник.

## Биография
С 1905 по 1910 год учился в колледже, в котором вступил в члены фламандской студенческой ассоциации.
В 1910 году поступил в семинарию. Изучал наследие святого Фомы Аквинского в католическом Университете Лёвена.
Когда в 1914 году  началась Первая мировая война, он был призван в армию, но из-за болезни был демобилизован и продолжил своё обучение в семинарии города Мехелен.
1.05.1916 был рукоположён в сан священника. Своё священническое служение начал в Генте среди рабочих, стараясь жить как его прихожане в бедности.
Вскоре из-за своего слабого здоровья был вынужден оставить своё служение в приходе и поступил в монастырь, где писал статьи для периодического издания "Eucharistische Kruistocht" ("Евхаристический Крестовый поход").
В 1922 году был назначен военным капелланом в военном училище в городе Леопольдсбург.
В 1923 году с ним случился сердечный приступ и он снова был вынужден оставить активную пастырскую работу. Эдвард Попе умер в монастыре города Мурзеке 10.06.1924 года.
Почитание блаженного Эдварда Поппе широко распространено во Фландрии, Бельгия. Дом в городе Темсе, где он родился, стал музеем. Его именем в Темсе названа также улица Priester Poppestraat.

## Канонизация
Беатифицирован 3.10.1999 года римским папой Иоанном Павлом II.